# Opera IX
Gli Opera IX sono un gruppo musicale black metal sinfonico italiano, formatosi a Biella nel 1988.

## Storia del gruppo

### Gli inizi e i primi album (1988-2000)
La band venne fondata dal chitarrista Ossian con l'intento di sviluppare un doom-death influenzato dal thrash e dal black metal. Tra il 1990 e il 1993 realizzarono i demo Gothik e Demo '92, e l'EP da 7", edito da Wimp Records a tiratura limitata di 500 copie, The Triumph of The Death contenente le canzoni Red Death e Born in the Grave, per le quali vennero realizzati i relativi videoclip filmati dal batterista Flegias. Questi video vennero inseriti l'anno successivo, insieme a quelli dei brani Rhymes About Dying Stones, Sepulcro e Al Azif registrati dal vivo durante tre concerti, nella VHS che prese lo stesso nome dell'EP.
Gli ultimi due lavori menzionati si arricchirono di inserti sinfonici e videro la partecipazione, oltre che di Flegias, della cantante Cadaveria. Con questi due elementi la formazione, che all'epoca comprendeva il già citato Ossian, il bassista Vlad e il tastierista Silent Bard, trovò le giuste dinamiche per la realizzazione del full-length d'esordio, The Call of the Wood, che uscì nel 1995. Due anni dopo venne reclutato Triskent in sostituzione di Silent Bard e con lui realizzarono una prima versione del brano My Devotion, in seguito riregistrato per il loro secondo album, che venne incluso nella compilation Awakening - Females In Extreme Music edita da Dwell Records. Nel 1998 la medesima etichetta pubblicò una raccolta in tributo agli Iron Maiden, per la quale la band incise la cover di Rime of the Ancient Mariner, tratta da Powerslave. Lo stesso anno venne dato alle stampe Sacro Culto, inciso col nuovo tastierista Lunaris, da cui fu tratto un video musicale per il brano Fronds of the Ancient Walnut. Nel 2000 uscì il loro terzo album in studioThe Black Opera: Symphoniae Mysteriorum in Laudem Tenebrarum, lavoro con il quale il gruppo raggiunse un buon risultato nell'ambiente black metal italiano, vendendo 18 000 copie. Con questo disco iniziarono il loro rapporto con l'etichetta discografica indipendente Avantgarde Music specializzata nella pubblicazione in ambito metal estremo.

### Cadaveria
Come detto in precedenza, l'arrivo nel 1992 di Cadaveria, pseudonimo di Raffaella Rivarolo nata a Torino il 31 maggio 1972, fu importante per lo sviluppo degli Opera IX. La cantante si dedicò infatti anche all'aspetto grafico e alle pubbliche relazioni del gruppo che ampliò così la propria notorietà anche al di fuori dei confini nazionali. In quegli anni, Cadaveria e gli Opera IX si esibirono in vari paesi, tra cui Francia, Belgio e Messico, sia come band principale che come gruppo d'apertura nei concerti di Enslaved, Marduk, Absu e Impaled Nazarene. Il gruppo acquistò notorietà anche grazie all'intuizione di avvalersi di una frontwoman, Cadaveria, col suo cantato feroce e gutturale, fu infatti una delle prime donne della scena metal più estrema.
Dopo aver realizzato un demo, un EP, tre album in studio e due opere audiovisive, tra cui il disco dal vivo Live at Babylonia registrato presso un locale della loro città, la cantante e l'allora suo compagno Flegias lasciarono gli Opera IX per divergenze musicali e personali con il resto della band. Durante un'intervista del 2007 rilasciata al sito soniccathedral.com la cantante dichiarò che la sua partenza fu dovuta infatti all'ampliamento dei suoi interessi, mentre gli Opera IX sono da sempre legati a tematiche riguardanti l'occulto e la stregoneria. I due formarono una nuova band ispirata al nome di scena della cantante, i Cadaveria, e quest'ultima insieme a John KillerBob dei Necrodeath, lo stesso anno, prese parte anche al progetto musicale industrial metal DyNAbyte.

### MaleventumeStrix Maledictae In Aeternum(2001-2008)
In seguito alle suddette partenze subentrarono il cantante Madras e il batterista Taranis. Con la nuova formazione venne prodotto il CD Maleventum, dal suono completamente diverso dai precedenti e che quindi causò la delusione dei fan e della critica. Dopo questa uscita vi fu un'ulteriore turnazione dei componenti e sia Madras che Taranis lasciarono il gruppo sostituiti, rispettivamente, da M. "The Bard" e Dalamar. Il quarto album, Anphisbena, uscì nel 2004 e vide la fine del rapporto con la Avantgarde Music. Nel 2006 il tastierista Lunaris abbandonò la band che, l'anno seguente, produsse una raccolta su CD dei primi demo e del loro EP, edita dall'etichetta Occultum Production. Nel dicembre del 2008 vi fu invece la pubblicazione di un triplo DVD che segnò i venti anni di carriera della band, dal titolo Mythology: XX Years of Witchcraft.
Nel 2012 uscì il disco Strix Maledictae In Aeternum, per l'etichetta polacca Agonia Records, composto da 12 tracce, due delle quali cantate in italiano. Il lavoro, un concentrato di black metal sinfonico, è principalmente un concept sul rapporto fra la stregoneria e la religione nel medioevo; il disco è dedicato alle streghe che tanti tormenti ricevettero in quel passato oscuro dalla Chiesa.

### Una nuova formazione (2014)
A maggio del 2014 il cantante M. "The Bard", dopo 10 anni, lasciò la band per divergenze stilistico-filosofiche. Il successivo settembre, sempre per le stesse motivazioni, anche Vlad abbandonò la band, dopo 24 anni di militanza. Il mese seguente pure il batterista Dalamar si separò dagli Opera IX, in cui rimase il solo Ossian oltre al tastierista Alessandro Muscio, il quale ebbe modo di collaborare già con il gruppo durante la registrazione del disco uscito due anni prima. Gli Opera IX venne quindi ridisegnati con gli innesti di Scùrs al basso, di M:A Fog alla batteria e di Abigail Dianaria al microfono, con cui si apprestarono alla realizzazione di un nuovo album. A novembre del 2015,  pubblicato dalla Dusktone, uscì Back to Sepulcro, un disco contenente nuove registrazioni di canzoni già pubblicate e due pezzi inediti. Per l'occasione la band organizzò una breve tournée italiana.
Il 16 novembre 2017, l'ex membro del gruppo M., alias Marco de Rosa, è deceduto all'età di 43 anni.

## Nuova Era e ritorno alle origini (2015 - presente)
Il ritorno alla voce femminile dà una nuova linfa vitale alla band che dopo un ulteriore cambio di formazione nel 2018 vede il consolidamento con l'ingresso di Dipsas Dianaria alla voce che riporta il sound della band alla vera essenza delle sue origini ma con un tocco personale e maggiormente attuale.
Sempre nel 2018 viene pubblicato The Gospel per la Dusktone records.
Nel 2019 M.A. Fog abbandona il progetto ma viene prontamente rimpiazzato da L.P. Vault (giù batterista nei Highlord e Dying Awkward Angel) alla batteria.
Novembre 2022 vede l'uscita di un mini LP dal titolo Samonios per la Iron Tyrant insieme all'ingresso di Velum come tastierista e G.G. come bassista

## Stile
Inizialmente le coordinate stilistiche degli Opera IX si avvicinavano a quelle del death metal e i testi presentavano una forte impronta esoterica, spaziando tra miti e racconti gotici In seguito, la band ha fatto uso di testi dedicati all'ideologia neopagana del fondatore Ossian, nelle parole come nelle sonorità black metal intrise di sinfonie oscure, riscontrabili già nel loro primo album, ma fondamentalmente è il tema della stregoneria che ha fatto da linea guida sin dagli albori.

## Formazione

### Formazione attuale
- Dipsas Dianaria – voce (2018-presente)
- Ossian D'Ambrosio – chitarra (1988-presente)
- G.G. - Basso (2023-presente)
- L.P.Vault – batteria (2019-presente)
- Velum – tastiera (2022-presente)

### Ex componenti
- Daniel Vintras – voce (1990-1991)
- Cadaveria – voce (1992-2001)
- Madras – voce (2001-2002)
- M. "The Bard" (Marco De Rosa) – voce (2004-2014)
- Abigail Dianaria – voce (2014-2018)
- Vlad – basso (1990-2014)
- Flegias – batteria (1992-2001)
- Taranis – batteria (2001-2002)
- Dalamar – (2004-2014)
- Silent Bard – tastiera (1993-1995)
- Triskent – tastiera (1995-1997)
- Lunaris – tastiera (1997-2006)
- Alessandro Muscio – tastiera (2014-2022)
- M.A.Fog - batteria (2015-2018)
- Scurs - basso (2016-2017)
- Charon - basso (2017-2022)

## Discografia
Album in studio
- 1995 – The Call of the Wood
- 1998 – Sacro Culto
- 2000 – The Black Opera: Symphoniae Mysteriorum in Laudem Tenebrarum
- 2002 – Maleventum
- 2004 – Anphisbena
- 2012 – Strix - Maledictae In Aeternum
- 2015 – Back to Sepulcro
- 2018 – The Gospel
- 2022 - Samonios

Raccolte
- 2007 – 90-92-93 The Early Chapters

EP
- 1993 – The Triumph of the Death

Demo
- 1990 – Gothik
- 1992 – Demo '92

### Apparizioni
- 1997 – Awakening - Females In Extreme Music
- 1998 – A Call to Irons: A Tribute to Iron Maiden, Vol. 1

## Videografia

### Album video
- 1994 – The Triumph of the Death (VHS)
- 1998 – Live at Babylonia (VHS)
- 2008 – Mythology XX Years of Witchcraft (DVD)

### Video musicali
- 1994 – Red Death
- 1994 – Born in the Grave
- 1998 – Fronds of the Ancient Walnut
- 2001 – Bela Lugosi's Dead
- 2012 – Mandragora
- 2015 – Consacration
- 2022 - Funereal Mist